# Cascada
Cascada je nemška eurodance skupina, ustanovljena leta 2004.
Najbolj znani so po svojih pesmih, ki zvenijo zelo podobno kot npr. hit singli Everytime We Touch, ki jim je prinesel Svetovno glasbeno nagrado leta 2007 in osvojil vrhove glasbenih lestvic po vsem svetu. What Hurts the Most se je dobro odrezal na lestvicah leta 2008 ter Evacuate the Dancefloor, ki je leta 2009 postal prvi hit številka ena v Veliki Britaniji. Do sedaj je skupina prodala približno 35 milijonov kopij svojih albumov. Skupino sestavljajo v Nemčiji rojena angleška pevka Natalie Horler ter producenta DJ Manian in Yanou. Skupina se je sprva imenovala Cascade, vendar so moral ime spremeniti zaradi avtorskih pravic.

## Člani skupine

### Natalie Horler
Natalie Horler je bila rojena 23. septembra leta 1981 v Bonnu. Kot vodilna pevka največkrat predstavlja celoten bend. Ko je bila stara 16. let je delala za različne DJ-je, šele kasneje je spoznala Yann Peifer-ja in Manuel Reuter-ja.

### Manian
Manuel Reuter, bolj poznan kot DJ Manian, je nemški producent, trance DJ ter lastnik založbe Zooland. Skupaj s kolegom DJ Yanou ustvarja glasbo in meša zvoke. Ustvaril je veliko singlov pod različnimi psevdonimi ter mnogo glasbenih projektov, vključno z Tune Up!, Spencer & Hill (s producentom Manuel Schleis-om), Bulldozzer, M.Y.C., Ampire, Liz Kay. Znan je po svojem komadu Welcome To The Club Now.

### Yanou
Yann Peifer oz. Yanou je nemški producent. Sodeloval je z DJ Sammy-jem, s katerim sta ustvarila hit z naslovom Heaven. Producira glasbo za Cascado skupaj z DJ Manian-om ter Horlerjevo. Znan je po svojih mixih pesmi What Hurts the Most, Everytime We Touch in Draw the Line. Priredbo sestavljajo orkestralni inštrumenti, kot so klavir, strune ter lahka tolkala, kar daje skladbi popolnoma drugačno barvo.

## Glasba

### 2004-05: Zgodnja leta
Ko je bila Natale Horler stara 16 let je delala za različne DJ-e. Sčasoma pa je spoznala producenta Yanouja ter DJ Manian-a. 
Kasneje je Cascada izdala pesem Miricle, pod imenon Cascade, vendar so ime spremenili zaradi avtorskih pravic druge skupine. Ker so videli, da jim je uspelo s pesmijo Miricle so izdali pesem Bad Boy, vendar pa ta ni pritegnila toliko pozornosti. Nato je izšla še pesem Every Time We Touch.

### 2006-07:Everytime We Touch
Cascada je doživela velik uspeh v Veliki Britaniji in ZDA slabo leto po izdaji drugega ameriškega singla Everytime We Touch, ki vsebuje refren istoimenske skladbe pevke Maggie Reilly iz leta 1992. Iz albuma je bilo izdanih devet singlov. Spot pesmi Everytime We Touch je po izdaji postal številka ena v različnih državah. Na Irskem je na prvih mestih ostal nekaj tednov. Postala je najbolje prodajana dance skladba leta 2006. Kljub nekaj negativnim kritikam je bil singel Truly Madly Deeply na lestvicah visoko uvrščen. Tretji singel nosi naslov Miracle, ki je prav tako postal hit številka ena za skupno v nekaj evropskih državah ter dosegel velik uspeh na lestvicah v Veliki Britaniji.
Cascada je postala četrta najbolje prodajana skupina leta 2007, premagali so jo le Leone Lewis, Amy Winehouse ter KT Tunstall.

### 2007:Perfect Day
Natalie Horler je prvič oznanila nastajanje drugega albuma v Japonskem intervjuju julija 2006, ki je bil objavljen na njihovem blogu MySpace. Svetovno znani singel What Hurts the Most je bil izdan ob koncu leta 2007 ter začetku naslednjega leta skupaj s priredbo pesmi skupine Wham Last Christmas. Ta je postal Cascadin drugi najbolje prodajan singel v ZDA in prejel zlato plaketo. 30. junija 2008 je bil objavljen Cascadin drugi singel za ZDA in Kanado z naslovom Faded, ki je bil izdan le na severnoameriški različici albuma Perfect Day. Skladba Because the Night je bila sprva na voljo le v digitalni obliki, 4. avgusta 2008 pa je bila izdana tudi na CD-ju. Zadnji singel Perfect Day je bil 17. februarja izdan v Severni Ameriki.
V Veliki Britaniji je bila izdana platinasta izdaja albuma Perfect Day, ki je vsebovala pesmi, ki so bile sprva izdane samo v ZDA, DVD z nastopi v živo, turneje Clubland Live 2008, pevkin najljubši Cascadin videospot, ekskluziven intervju z Natalie Horler, fotogalerijo ter akustično verzijo pesmi Another You.

### 2008-09:Evacuate the Dancefloor
10. aprila 2008 je Horlerjeva povedala, da bo snemanje tretjega albuma kmalu zaključeno ter da ga lahko pričakujejemo leta 2009. Jo Whiley je Radiu 1 izjavila, da bo pevec skupine Coldplay Chris Martin sodeloval s Cascado, vendar je Horlerjeva to zanikala. Producent Yanou je potrdil, da bosta singlel in album izdana okoli junija ter pojasnil, da na tem albumu ne bo nobene priredbe. Album Evacuate The Dancefloor je bil v Veliki Britaniji in Nemčiji izdan 6. julija. Najuspešnejši singel, po katerem je naslovljen tudi album je bil v Veliki Britaniji izdan 29. junija 2009, kjer je postal skupinin prvi hit številka ena, doživel pa je tudi svetovni uspeh. V ZDA so prodali več ko milijon albumov ter za to prejeli platinasto ploščo.
28. maja je Cascada v Londonu predstavila nekaj skladb iz novega albuma: »Evacuate The Dancefloor«, »Breathless«, »Draw the Line« in »Dangerous«. Album je bil v Veliki Britaniji prvotno izdan 3. julija v naslednjih mesecih pa še v drugih državah po svetu. Horlerjeva se je veliko pojavljala v nočnih klubih po vsem svetu, da bi promovirala pravkar izdan album. Album vsebuje večje število zvokov kot prejšnja dva, predstavitev različnih basov in novih inštrumentov, v kontrastu s prepoznavnim Cascadinim »hands up« (»kje so roke?«) stilom, ki je bil edini uporabljen na prejšnjih albumih. 17. julija je bilo objavljeno, da bo Cascada odprla koncertno turnejo pevke Britney Spears v Berlinu, ki se bo začela 26. julija 2009 v O2 Areni. »Fever« je bil izdan na začetku oktobra ter postal drugi singel v večini držav, vključno z Nemčijo, Avstrijo in Švico. Cascadina založba v AATW se je v Veliki Britaniji ter na Irskem odločila izdati pesem »Dangerous« namesto drugega singla.

### 2010-2011:Original Me
Horlerjeva je v intervjuju, novembra 2009 omenila, da bodo v prihodnosti začeli pripravljati gradivo za četrti studijski album. 12. februarja je na nemškem radiu premierno predstavila novi singel »Pyromania«, ki mu je teden kasneje sledil še videospot. Pesem je predstavila 5. marca na nemškem šovu The Dome, kjer je zapela tudi pesem »Heal the World« od Michaela Jacksona z ostalimi nastopajočimi.
Cascada je 19. junija 2011 izdala svoj četrti studijski album: Original Me.

### 2013: Evrovizija,The World Is In My Hands,The Best Of CascadainAcoustic Sessions
17. decembra 2012 je NDR napovedal, da bo Cascada sodelovala na nemškem predizboru za Pesem Evrovizije 2013, ki je potekal v mestu Malmö, na katerem je zapela svojo pesem »Glorious«. Videospot za pesem »Glorious« je bil predstavljen 1. februarja 2013, teden dni kasneje pa je izšla še pesem. Cascada je zmagala na nemškem predizboru za Pesem Evrovizije 2013. 
18. maja 2013 je pesem »Glorious« pridobila 18 točk in pristala na 21. mestu na Pesmi Evrovizije 2013.
29. marca je Cascada izdala svoj drugi album, ki je bil izdan v Nemčiji. Album se imenuje: The Best Of Cascada in vsebuje pesmi »Glorious«, »Summer Of Love«, »The Rhythm Of The Night« ter njihovo novo skladbo, »The World Is In My Hands«. Slednja je po Evroviziji izšla tudi kot singl. Videospot je bil premierno predvajan 19. julija 2013, vsesvetovni izid singla pa je bil 2. avgusta 2013.
Cascada je nato 1. novembra izdala svoj prvi akustični album: Acoustic Sessions, v katerem so vsi njeni največji hiti v akustični izvedbi. Najbolj prepoznavna pesem s tega albuma je »You«, v kateri pojeta Natalie Horler in Robin Stjernberg.

### 2014:"Blink"ter"Madness"
Najnovejši izdelek nosi naslov »Blink«. Pesem producirata DJ Manian in Yann Peifer, vzeta je bila z njihovega petega studijskega albuma, ki naj bi ga izdali leta 2015. 
12. decembra 2013 je nemški producent in DJ C.J Stone potrdil, da trenutno ustvarja skladbo za pesem »Blink« skupine Cascada. Pesem naj bi bila izdana pozno v mesecu januarju, preko založbe Zooland Records. To je prva dance pesem po četrtem studijskem albumu The Best Of Cascada, ki je izšel 29. marca 2013.
Vokalistka skupine Natalie Horler je 10. januarja zapisala na njihovi Facebook strani, da prihaja novi videospot za pesem "Blink", ki je izšel 28. marca 2014.
28. marca je premierno izšla zgoščenka "Blink (Remixes)" na kateri je pesem "Blink" in vsi njeni originalni remixi, s tem je bil tudi na VEVO kanalu in na kanalu založbe Kontor premierno predvajan videospot pesmi "Blink". Cascada je 20. aprila nastopala na ZDF festivalu, na katerem je predstavljala pesem "Blink" in "Evacuate The Dancefloor".
7. septembra je Natalie Horler na Facebook profilu izdala skrivnost, za prihajajočo novo pesem z imenom "Madness". Skladba "Madness" je izdala 26. septembra preko založbe Kontor Records. Ta pesem naj bi bila povod za njihov 5. studijski album, ki naj bi izšel konec leta 2015, preko založbe Zooland Records.

### 2015: "Reason" in novo življenje glavne pevke Natalie
2. januarja 2015 je vokalistka Natalie Horler izdala novico o novi prihajajoči pesmi. Povedala je, da bodo čez nekaj dni začeli snemati videospot za novo prihajajočo pesem. Končno je pevka Natalie Horler izdala še eno novico o prihajajoči pesmi, ki bo nosila naslov "Reason", izdala je tudi, da je bila posneta že pred leti, vendar ni nikoli izšla. Nova verzija pesmi je izšla 20. februarja 2015.
28. maja 2015 so Cascadini managerji sporočili, da je glavna pevka Natalie Horler noseča, zato so za eno leto prekinili vse nastope po vsej Evropi. Managerji in Natalie pa so tudi povedali, da zaradi tega ne bodo prenehali snemati pesmi, vendar jih bodo še naprej, da bodo lahko leta 2016 dokončali 5. studijski album.

### 2016: "Praise You"
Dne 10. junija 2016 je izšla nova pesem producenta Cassianota z vokalom Natalie Horler oz. Cascade z naslovom: Praise You. Pesem ni bila nikjer prej oglaševana, zato je bila za nekatere oboževalce Cascade presenečenje. 31. oktobra 2016 je Cascada po dolgih letih spet obiskala Slovenijo in priredila koncert v ljubljanskem klubu Cvetličarna.

### 2017: "Run" in "Playground"
14. januarja se je med oboževalci Cascade začelo šušljati o prihajajoči pesmi "Run", ki je bila objavljena na eni izmed izložbenih strani, kasneje je bila objavljena tudi na iTunes. Pesem je izšla 27. januarja, Cascada je oboževalcem postregla z "drugačnim" video izdelkom kot smo ga pri njej navajeni, postregla nam je z besedilnim videom, ki je bil posnet v mestu Palma de Mallorca v Španiji. 20. aprila je izšla pesem z naslovom "Playground", uradna pesem prireditve 2017 Ice Hockey World Championship.

## Diskografija
- 2006: Everytime We Touch
- 2007: Perfect Day
- 2009: Evacuate the Dancefloor
- 2011: Original Me
- 2012: Back on the Dancefloor
- 2012: It's Christmas Time
- 2013: The Best of Cascada
- 2013: Accoustic Sessions
- 2018: Neznano

## Nagrade
|      | Prireditev                        | Nagrada                                        | Naslov pesmi            | Rezultat   |
| ---- | --------------------------------- | ---------------------------------------------- | ----------------------- | ---------- |
| 2006 | Mednarodne Dance Glasbene Nagrade | Najboljši New Dance Ustvarjelec Solo           |                         | Zmaga      |
| 2006 | Mednarodne Dance Glasbene Nagrade | Najboljša High Energy/Euro Pesem               | Everytime We Touch      | Nominacija |
| 2006 | Napster Nagrade                   | Največkrat Predvajan Dance/Electronic Posnetek | Everytime We Touch      | Zmaga      |
| 2007 | Svetovne Glasbene Nagrade         | Najbolj Prodajana Svetovna Ustvarjalka         |                         | Nominacija |
| 2007 | Svetovne Glasbene Nagrade         | Najbolje Prodajan Nemški Ustvarjalec           |                         | Zmaga      |
| 2008 | Evropske Border Breakers Nagrade  | Najboljši evropski Border Breaker- Nemčija     | Everytime We Touch      | Zmaga      |
| 2008 | Mednarodne Dance Glasbene Nagrade | Najboljša High Energy/ Euro Pesem              | Truly, Madly, Deeply    | Nominacija |
| 2008 | Mednarodne Dance Glasbene Nagrade | Najboljši Dance Ustvarjalec (Solo)             |                         | Nominacija |
| 2009 | Mednarodne Dance Glasbene Nagrade | Najboljši Dance Ustvarjalec (Solo)             |                         | Nominacija |
| 2010 | Mednarodne Dance Glasbene Nagrade | Najboljša High Energy/Euro Pesem               | Evacuate the Dancefloor | Nominacija |
| 2010 | Mednarodne Dance Glasbene Nagrade | Najboljša Pop Dance Pesem                      | Evacuate the Dancefloor | Nominacija |
| 2010 | Mednarodne Dance Glasbene Nagrade | Najboljši Ustvarjalec                          |                         | Nominacija |
| 2010 | Comet Nagrade                     | Najboljša Party Pesem                          | Evacuate The Dancefloor | Nominacija |
| 2010 | Comet Nagrade                     | Najboljša Ustvarjalka                          |                         | Zmaga      |
| 2014 | ZDF Festival Nagrade              | Najboljša Party Pesem                          | Blink                   | Zmaga      |
| 2014 | ADR Nagrade                       | Najboljša Dance Izvajalka v Evropi             |                         | Zmaga      |
| 2014 | Around The World Nagrade (UK)     | Najbolje predvajana pesem                      | Blink                   | Zmaga      |
| 2014 | /                                 | Najbolje prodajana pesem v Ameriki             | Blink (Extendend Mix)   | Zmaga      |